# District de Kanker
Le district de Kanker (hindi : कांकेर जिला) est un district  de l'état du Chhattisgarh en Inde.

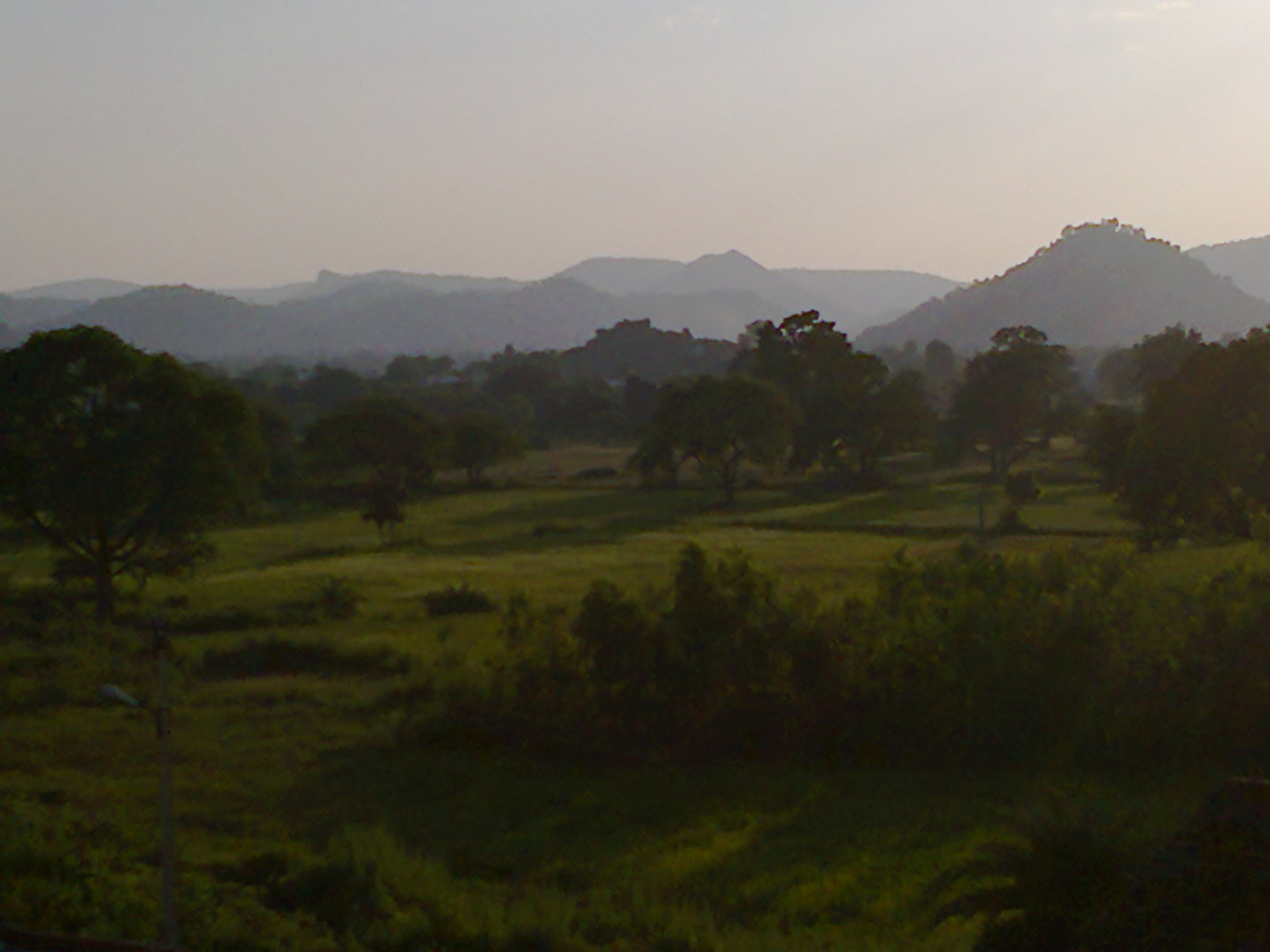
Paysage rural du district de Kanker.

## Description
Au recensement de 2011, sa population compte 748 941 habitants pour une superficie de 7 161 km2.
Son chef-lieu est la ville de Kanker. 